# Justus Grimm

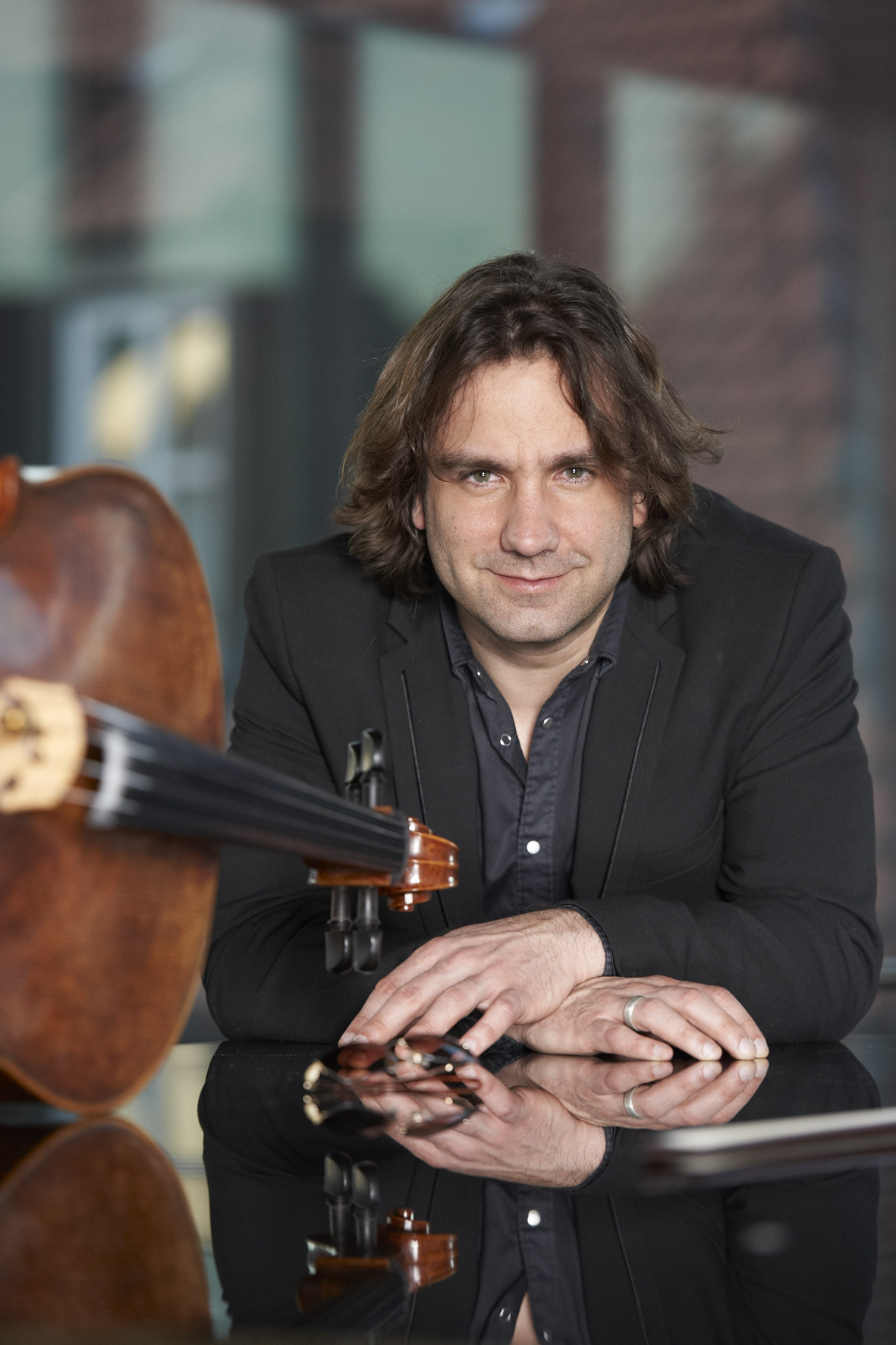
Justus Grimm

Justus Grimm (* 1970 in Hamburg) ist ein deutscher Cellist und Professor für Violoncello am Königlichen Konservatorium Antwerpen.

## Biographie
Justus Grimm begann das Cellospiel im Alter von fünf Jahren bei seinem Vater, setzte die Studien bei Ulrich Voss und Claus Kanngiesser fort, vervollständigte seine Ausbildung in der Meisterklasse von Frans Helmerson in Stockholm und Köln und legte dort das Konzertexamen ab.
Als Solist debütierte Justus Grimm 1993 beim Hamburger Staatsorchester mit der Uraufführung von Matthias Pintschers Cellokonzert „La Metamorfosi di Narciso“. Darüber hinaus pflegte er eine Zusammenarbeit als Solist mit zahlreichen Orchestern, darunter dem English Chamber Orchestra, dem London Chamber Orchestra, dem Orchestre Royal de Wallonie, dem Orchestre Royale Philharmonic de Liège oder dem Brandenburgischen Staatsorchester Frankfurt.
Er war Gast in der Berliner Philharmonie, der Musikhalle Hamburg, der Kölner Philharmonie, dem Herkulessaal in München oder dem Centro Cultural Lissabon. 2012 wurde seine Aufführung von Tschaikowskys „Rokokovariationen“ mit dem Orchestre Symphonique de la Monnaie unter Carlo Rizzi im Rahmen einer TV-Produktion live aus dem Palais des Beaux Arts in Brüssel gesendet.
Seine kammermusikalische Laufbahn führte ihn u. a. mit Abel Raman El Bacha, Daniel Blumenthal, Gerard Caussee, Augustin Dumay, Stephen Kovacevich, Antonio Pappano oder Kazushi Ōno zusammen. Er ist Gründungsmitglied des Malibran-Quartet und war von 2000 bis 2012 Erster Solocellist im Orchester des Théâtre Royale de la Monnaie in Brüssel.
Justus Grimm erhielt Einladungen zu bedeutenden Festivals wie den Ludwigsburger Festspielen, dem Festival van Vaanderen, Lissabons Dias de Musica, dem Festival Floriregio Salamanca und anderen. Seit 2010 ist er „Artist in Residence“ des Cantiere Internazionale d’Arte in Montepulciano.
Nach Dozententätigkeiten an der „Chapelle Reine Elisabeth“ in Brüssel folgte er 2008 einem Ruf als Professor für Violoncello und künstlerischer Direktor an das Königliche Konservatorium Antwerpen.
Er spielt ein Cello des italienischen Geigenbauers Testore von 1760.

## Auszeichnungen
Justus Grimm gewann 1999 (gemeinsam mit dem Pianisten Florian Wiek) den ersten Preis des Maria-Canals-Musikwettbewerbs und den Preis des Deutschen Musikwettbewerbs.
Die Gesamtaufnahme der Kammermusikwerke von César Franck wurde als beste CD des Jahres 2012 von der belgischen Presse mit dem Prix Cäcilia ausgezeichnet.

## Diskographie
- Kammermusik von Philippe Gaubert, Trio Wiek, Christina Fassbender, Justus Grimm, Florian Wiek. Fuga Libera
- George Enescu: Chamber Music 1895–1906. Gérard Caussé, Tatiana Samouil, Justus Grimm, Claudia Bara, Vincent Lucas, Frederic Mellardi & Carmen Rotaru: Indesens Records 2011
- César Franck:  Complete Chamber Music.  Soloists of La Monnaie. Cypres